# Skjeggedal
Skjeggedal è un villaggio della Norvegia situato nel comune di Ullensvang (regione del Vestlandet), nella contea di Vestland. 
Le città più vicine sono Tyssedal (4 km), Odda (8,6 km) e Skare (22,3 km).